# Seilarex verconis
Seilarex verconis is een slakkensoort uit de familie van de Triphoridae. De wetenschappelijke naam van de soort is voor het eerst geldig gepubliceerd in 1951 door Cotton.